# Hans Sünkel

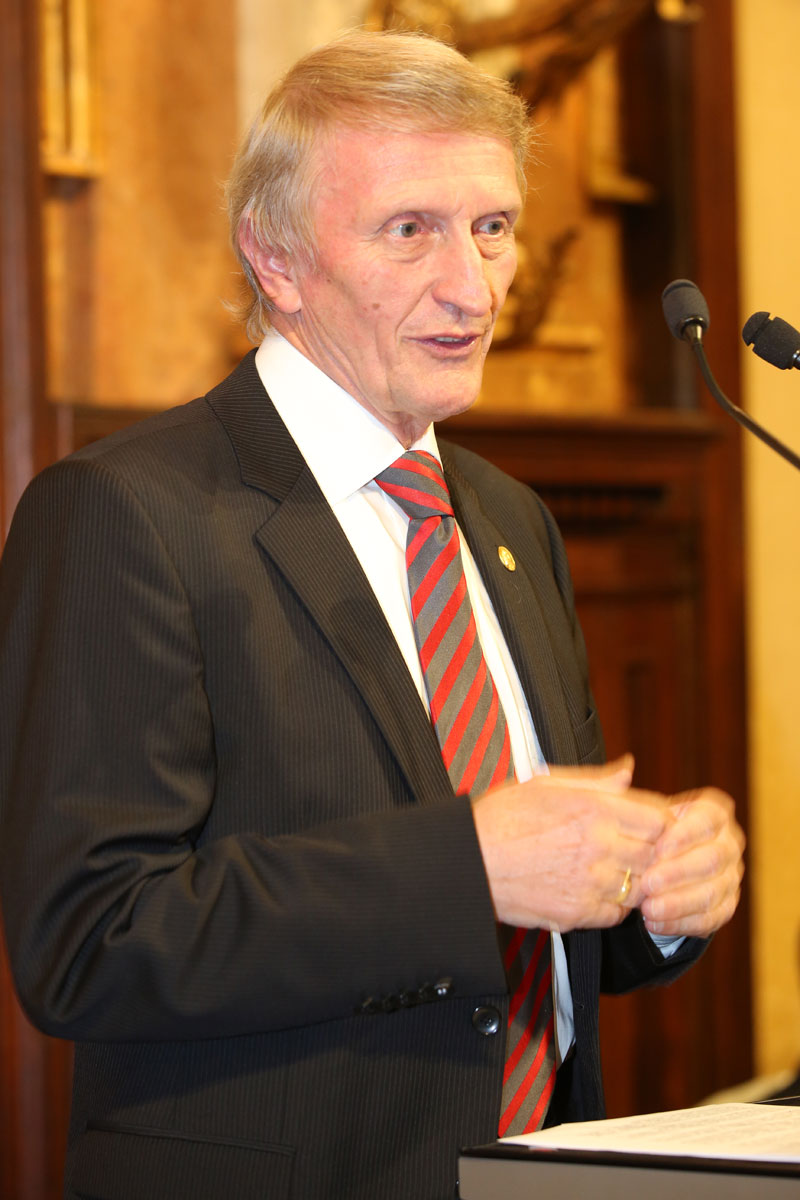
Hans Sünkel 2014

Hans Sünkel (* 4. Oktober 1948 in Rottenmann, Steiermark) ist ein österreichischer Geodät und Hochschulprofessor an der TU Graz.
Er war von Oktober 2003 bis Ende September 2011 Rektor der Technischen Universität Graz. Von 2010 bis 2011 war er Präsident der Österreichischen Universitätenkonferenz. Als solcher trat er vehement für eine bessere Finanzierung der Hochschulen ein und forderte einen geregelten Zugang zu Universitätsstudien sowie moderate Zugangsbeschränkungen und Studienbeitragsgebühren in Verbindung mit einem gut ausgebauten, leistungsorientierten und sozial treffsicheren Stipendiensystem für die österreichischen Universitäten.

## Leben
Sünkel studierte 1968 bis 1973 Vermessungswesen an der Technischen Hochschule Graz (heute TU Graz), war anschließend Hochschulassistent und promovierte 1976 zum Dr. technicae. Nach einem zweijährigen Forschungsaufenthalt 1978/79 an der Ohio State University (im US-„Geodätenmekka“ Columbus), wo er geodätische Anwendungen der Kollokation für die Geoidbestimmung entwickelte, kehrte Sünkel ans TU-Institut für Theoretische Geodäsie zurück und habilitierte sich in Graz 1981 im Fachgebiet Numerische Geodäsie.
Schon 1983 wurde er als Ordinarius für Mathematische und Numerische Geodäsie an die TU Graz berufen. Zwei ehrenvolle Berufungen an die Universität Karlsruhe (1985) und an die Ohio State University (2001) nützte er, um durch Berufungsabwehr bessere Forschungsbedingungen in Graz zu erzielen. Von 1987 bis 2003 war er Institutsvorstand des neu organisierten Instituts für Theoretische Geodäsie der TU Graz. Seit 1990 leitet er die Abteilung für Satellitengeodäsie des Instituts für Weltraumforschung (IWF) der Österreichischen Akademie der Wissenschaften; von 2001 bis 2004 war er auch Direktor des IWF. Sünkel wurde 2000 als Vizerektor für Forschung in die Universitätsleitung gewählt und im Oktober 2003 übernahm er als Rektor die Leitung der TU Graz. 2007 wurde er für eine weitere Amtsperiode in seiner Funktion als Rektor bestätigt. Am 1. Oktober 2011 übergab er seinen Posten als Rektor an den bisherigen Vizerektor Harald Kainz.
Zu Sünkels zahlreichen akademischen Funktionen gehörten bzw. gehören: der Vorsitz der Internationalen Geoidkommission, Vorsitz der Österreichischen Geodätischen Kommission (ÖGK), Leitung des European GOCE Gravity Consortiums zur Vorbereitung der Satellitenmission GOCE, die wirkliche Mitgliedschaft in der Österreichischen Akademie der Wissenschaften sowie von vier weiteren ausländischen bzw. internationalen wiss. Akademien, Gastprofessuren in USA, China und Kanada. Er war Mitglied des ESA-Beratungsteams für GOCE (geodätischer Satellit), des „Austrian Geoid 2000“ und Cheforganisator der Generalversammlung der International Union of Geodesy and Geophysics (IUGG) 1991 in Wien.
Neben seiner Professur an der TU Graz übt Sünkel derzeit mehrere weitere Funktionen aus: stv. Direktor des Instituts für Weltraumforschung (IWF) der Österreichischen Akademie der Wissenschaften (ÖAW), Mitglied des Universitätsrates der Medizinischen Universität Graz, Mitglied des Board of Trustees der Heliopolis University Cairo, Mitglied des Aufsichtsrates des Wissenschaftsfonds, Mitglied des Forschungsrates Steiermark, Vorsitzender der ÖAW-Kommission für die wiss. Zusammenarbeit mit Dienststellen des Bundesministeriums für Landesverteidigung und Sport, Mitglied des Beirates für Luft- und Raumfahrt etc. In der Funktionsperiode 2018 bis 2023 ist er Vorsitzender des Universitätsrates der Medizinischen Universität Graz. Seit 2021 ist er Geschäftsführer der Wilhelm Exner Medaillen-Stiftung. Über seine akademische Tätigkeit hinaus engagiert er sich im Bereich Erwachsenenbildung in der Urania Steiermark, deren Präsident er von 2015 bis 2017 war.

## Mitgliedschaften und Auszeichnungen
- Seit 1998 wirkliches Mitglied der mathematisch-naturwissenschaftlichen Klasse der Österreichischen Akademie der Wissenschaften[7]
- Seit 2010 Ehrenmitglied der Katholischen Österreichischen Studentenverbindung Traungau Graz im Österreichischen Cartellverband (ÖCV)
- Seit 2010 ordentliches Mitglied der Academia Europaea[8]
- Seit 2014 gewähltes Mitglied der Leibniz-Sozietät der Wissenschaften zu Berlin
- 1992 Großes Ehrenzeichen für Verdienste um die Republik Österreich
- 2003 Wilhelm-Exner-Medaille
- 2010 Großer Josef-Krainer-Preis
- 2011 Großes Goldenes Ehrenzeichen für Verdienste um die Republik Österreich[9]
- 2012 Großes Goldenes Ehrenzeichen des Landes Steiermark
- 2019 Ehrenring der Stadt Graz[10]
- Auf Vorschlag des Entdeckers Lutz D. Schmadel taufte die Internationale Astronomische Union (IAU) den Asteroiden, der bislang die provisorische Bezeichnung „1992 RY“ trug, auf den Namen (21109) Sünkel.[11]